# 长毛高原芥
长毛高原芥（学名：Christolea flabellata）为十字花科高原芥属下的一个种。

## 扩展阅读
維基物種上的相關：长毛高原芥